# Scapa Flow Visitor Centre

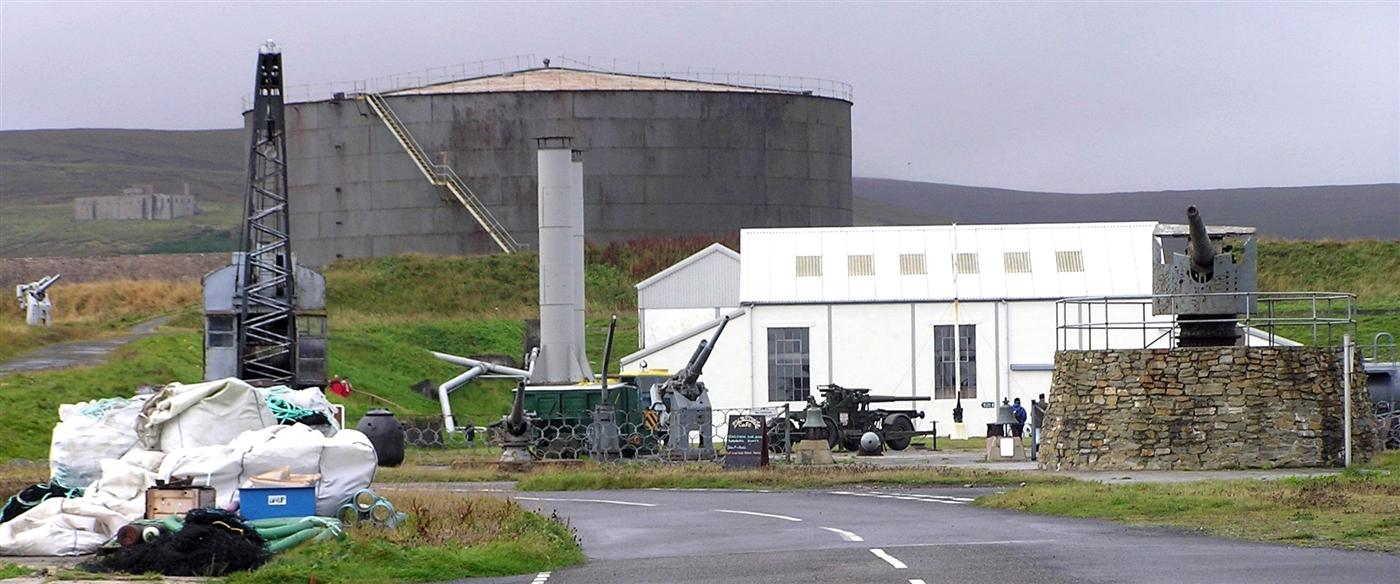
Scapa Flow Visitor Centre

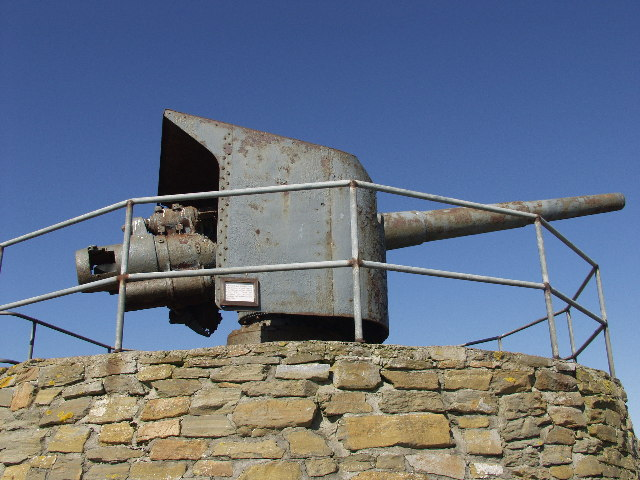
Schnellladekanone der SMS Bremse

Das Scapa Flow Visitor Centre ist ein ehemaliges Militärbauwerk und heutiges Militärmuseum auf der Orkneyinsel Hoy in Schottland.
2006 wurde das Bauwerk in die schottischen Denkmallisten in der höchsten Kategorie A aufgenommen. Zuvor war die Anlage als Scheduled Monument klassifiziert. Diese Einstufung wurde jedoch zu Gunsten der Eintragung als Listed Building aufgehoben.

## Geschichte und Beschreibung
Während des Ersten Weltkriegs wurde in Lyness an dem geschützten Hafen von Scapa Flow, an dem die Anlage gelegen ist, ein Stützpunkt der britischen Marine errichtet. In beiden Weltkriegen war die Anlage von hoher militärischer Bedeutung, und deutsche U-Boote drangen in den Scapa Flow ein. Nach dem Ende des Ersten Weltkriegs war dort die deutsche Hochseeflotte interniert und versenkte sich schließlich 1919 selbst. Im Jahre 1917 umfasste die Anlage vier jeweils 12.000 Tonnen Diesel fassende Öltanks und eine Pumpstation zur Schiffsbetankung. 1936 wurden zwölf Stahltanks von höherer Kapazität installiert und 1938 mit dem Bau unterirdischer Anlagen an einem nahegelegenen Hügel begonnen. Am 14. Oktober 1939 wurde das in Scapa Flow vor Anker liegende Schlachtschiff Royal Oak durch U 47 versenkt. Das Wrack ist heute eine geschützte Ruhestätte. 1939 wurden eilig schlichte Kasernen errichtet. Bis zu 12.000 Militärangehörige waren während des Zweiten Weltkriegs auf dem Marinestützpunkt stationiert. Ab 1945 wurde das Personal auf eine Grundbesatzung reduziert und die Anlage schließlich 1956 geschlossen.
Im Jahre 1977 erwarb die Regierung der Orkneyinsel die Anlage und riss den Großteil der Gebäude nieder. 1990 wurde das ehemalige Pumpenhaus restauriert und als Museum eröffnet. Die dort installierte Maschinerie ist in ihrer Ausführung heute nur noch an wenigen Standorten zu sehen und teils einzigartig. Der einzige erhaltene Öltank ist von einem heute nur noch selten anzutreffendem Bautyp. Er wurde zum Ausstellungsraum umfunktioniert und enthält unter anderem einen Suchscheinwerfer, verschiedene Waffen und ein Boot, das während des Krieges heimlich aus dem besetzten Norwegen nach Scapa Flow übersetzte.